# Myrys
Myrys est une marque de chaussure fondée dans les années 1919, fondée à partir d'une échoppe de cordonnier par la famille Riù-Sarda originaire de Limoux. Le nom Myrys vient de Michel Riu Sarda.
Dans les années 1970 Myrys est alors le 4e chausseur français.
Avant 1981, l'entreprise comptait 1 800 salariés, dont 700 à la production, et 260 magasins.
Myrys est vendue en 1981 à Bata, un concurrent.

## Histoire
Myrys est le premier employeur du département de l'Aude avec 1 800 salariés en 1980
En janvier 1987 Myrys est vendue à la multinationale Bata (470 salariés). Bata Shoe Organization décide au début de 1995 de vendre Myrys, en vain. Bata dépose le bilan en 1996,
En 1997, l'entreprise est reprise par l'homme d'affaires Jean-Pierre Canat avec l'appui de la CGT puis, de nouveau reprise avec le soutien dans un premier temps de la CGT, en février 1998 par le fonds d'investissement anglais KCP (Klesh Capital Partners) (267 salariés).
Au premier trimestre 2000, la production cesse complètement,.
Après un nouveau redressement judiciaire le 25 juin 2001 de la société KCP Myrys, la liquidation judiciaire est prononcée le 22 août 2001

## Usines
- Limoux, à l'emplacement actuel d'Actis
- Toulouse, quartier de la Patte D'Oie
- Quillan
- Carcassonne
- Couiza

## Magasins
Le premier magasin ouvre en 1931 à Toulouse. Dans les années 70 on comptait plus de 200 magasins répartis dans toute la France et étaient approvisionné en majorité par l'usine de Limoux.

## Publicité
Sylvie Vartan chante dans une publicité « Myrys, pour être jolie sans faire de folie ».
En 1965 elle pose aussi pour des publicités en papier.

### Slogans
- Myrys, pour être jolie sans faire de folie[7],[8]
- La mode qui saute aux yeux[9]
- Chez Myrys l'élégance se paie mais tellement moins cher !